# Мурильо, Хакоб
Хакоб Исраэль Мурильо Монкадо (исп. Jacob Israel Murillo Moncada; род. 31 марта 1993 года в Риобамба, Эквадор) — эквадорский футболист, вингер клуба «Дакилема». В 2017 году сыграл два матча за сборную Эквадора.

## Клубная карьера
Мурильо начал карьеру в клубе «Ольмедо». 6 февраля 2010 года в матче против ЭСПОЛИ он дебютировал в эквадорской Примере. 3 апреля в поединке против «Эль Насьональ» Хакоб забил свой первый гол за «Ольмедо». В 2012 году клуб вылетел из элиты, но он остался и спустя год помог ему вернуться обратно.
В начале 2017 года Мурильо перешёл в «Дельфин». 5 февраля в матче против ЛДУ Кито он дебютировал за новую команду. В этом же поединке Хакоб забил свой первый гол за «Дельфин».
В начале 2018 года Муриль подписал контракт с аргентинским «Эстудиантесом». 16 февраля в матче против «Унион Санта-Фе» он дебютировал в аргентинской Примере.

## Международная карьера
В 2013 году в составе молодёжной сборной Эквадора Мурильо принял участие в молодёжном чемпионате Южной Америки в Аргентине. На турнире он сыграл в матчах против команд Венесуэлы, Чили, Парагвая, Бразилии и дважды Уругвая.
27 июля 2017 года в товарищеском матче против сборной Тринидада и Тобаго Мурильо дебютировал за сборную Эквадора. В этом же поединке он забил свой первый гол за национальную команду.

### Голы за сборную Эквадора
| # | Дата         | Место                             | Противник         | Результат | Счёт | Соревнование      |
| - | ------------ | --------------------------------- | ----------------- | --------- | ---- | ----------------- |
| 1 | 27 июля 2017 | Джордж Кэпвелл, Гуаякиль, Эквадор | Тринидад и Тобаго | 3:1       | 3:1  | Товарищеский матч |